# Миякитамак
Миякитамак (баш. Миәкәтамаҡ) — село в Миякинском районе Башкортостана, входит в состав Кожай-Семёновского сельсовета.

## История
В «Списке населенных мест по сведениям 1870 года», изданном в 1877 году, населённый пункт упомянут как деревня Мияки-Тамак 1-го стана Белебеевского уезда Уфимской губернии. Располагалась при речке Мияке, вправо от реки Демы, в 60 верстах от уездного города Белебея и в 25 верстах от становой квартиры в деревне Менеуз-Тамак. В деревне, в 46 дворах жили 299 человек (157 мужчин и 142 женщины, татары), была мечеть.

## Население
| 2002 | 2009 | 2010 |
| ---- | ---- | ---- |
| 745  | ↗771 | ↘675 |

Национальный состав
Согласно переписи 2002 года, преобладающая национальность — татары (88 %).

## Географическое положение
Находится на реке Мияки недалеко от места её впадения в Дёму.
Расстояние до:
- районного центра (Киргиз-Мияки): 19 км,
- центра сельсовета (Кожай-Семёновка): 5 км,
- ближайшей ж/д станции (Аксёново): 24 км.

## Религия
В селе есть мечеть.